# Тайны Лауры
«Тайны Лауры» (англ. The Mysteries of Laura) — американский телевизионный сериал, который является адаптацией одноимённого испанского сериала. Сериал вышел на NBC в сезоне 2014—2015 годов. В центре сюжета находится детектив нью-йоркской полиции Лаура Дэймонд (Дебра Мессинг), пытающаяся удержать баланс между работой и жизнью матери-одиночки с двумя непослушными близнецами.
NBC начал разработку проекта в августе 2013 года. В феврале 2014 года было объявлено, что Дебра Мессинг будет играть ведущую роль в пилоте, написанном Джеффом Рейком. 8 мая 2014 года, NBC заказал съемки первого сезона сериала для трансляции в телесезоне 2014-15 годов. Позднее было объявлено, что шоу будет транслироваться по средам, в восемь вечера, начиная с 24 сентября 2014 года, хотя пилотный эпизод транслировался 17 сентября 2014 года после финала сезона реалити America’s Got Talent. Сериал получил крайне негативные отзывы от критиков, однако на премьере смог привлечь 10 млн зрителей, транслируясь после America’s Got Talent. 28 октября 2014 года канал продлил сериал на полный сезон. 8 мая 2015 года канал продлил сериал на второй сезон, который стартовал 23 сентября 2015 года.
13 мая 2016 года NBC закрыл сериал после двух сезонов.

## Актёры и персонажи
- Дебра Мессинг в роли Лауры Даймонд
- Джош Лукас в роли Джейка Бродерика
- Лаз Алонсо в роли Билли Сото
- Джанина Гаванкар в роли Мередит Бозе
- Макс Дженкинс в роли Макса Карнеги[11]
- Дебби Райан в роли Люси Даймонд

## Обзор сезонов
| Сезон | Сезон | Эпизоды | Оригинальная дата выхода | Оригинальная дата выхода | Рейтинг Нильсена | Рейтинг Нильсена       |
| ----- | ----- | ------- | ------------------------ | ------------------------ | ---------------- | ---------------------- |
| Сезон | Сезон | Эпизоды | Премьера сезона          | Финал сезона             | Ранг             | Зрители США (миллионы) |
|       | 1     | 22      | 17 сентября 2014         | 20 мая 2015              | 62               | 8.02                   |
|       | 2     | 16      | 23 сентября 2015         | 2 марта 2016             |                  |                        |